# Ронко (Бјела)
Ронко је насеље у Италији у округу Бијела, региону Пијемонт.
Према процени из 2011. у насељу је живело 68 становника. Насеље се налази на надморској висини од 486 м.